# Rickrolling

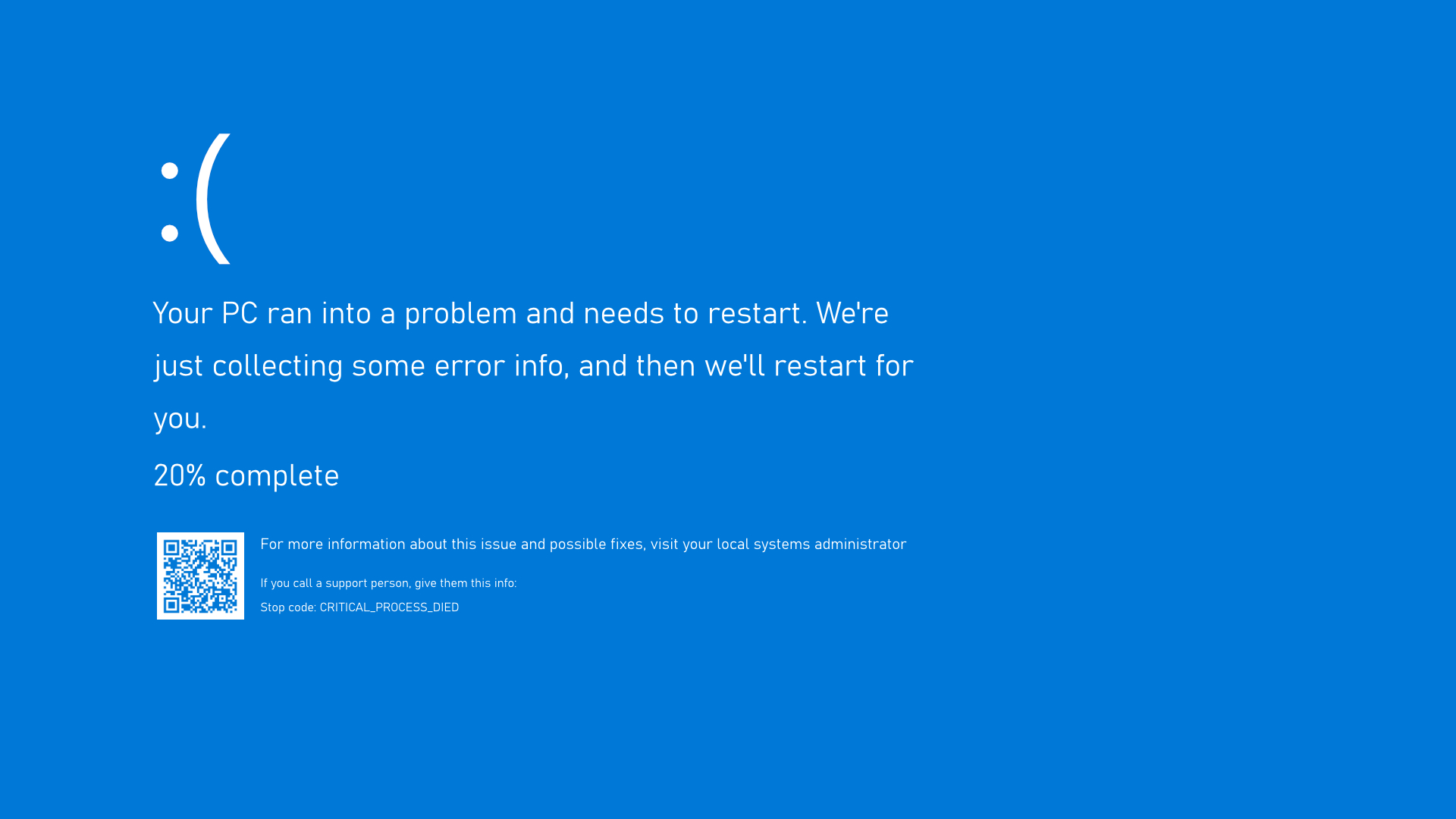
Schermo bloccato con un codice QR che reindirizza a un rickroll

Il rickrolling, scritto anche rick-rolling o noto più semplicemente come rickroll, è un meme di Internet che consiste nell'apparizione inaspettata del videoclip della canzone di successo del 1987 Never Gonna Give You Up, interpretata dal cantante britannico Rick Astley. Il suddetto video ha superato 1,6 miliardi di visualizzazioni su YouTube. Il meme è una forma di bait and switch ("esca e sostituzione"), in cui si utilizza solitamente un link camuffato che reindirizza al videoclip musicale. Quando qualcuno clicca su un collegamento apparentemente non correlato, viene invece aperta la pagina con il video, e la persona è stata così "Rickrollata". Il meme si è evoluto includendo anche l’uso inaspettato del testo della canzone o il suo canto in contesti imprevedibili. Lo stesso Astley è stato vittima del Rickroll in diverse occasioni.
Il meme trae origine da un trucco simile, chiamato duck rolling, che era popolare sul sito 4chan nel 2006. La versione con il video prese piede sempre su 4chan nel 2007, in occasione del pesce d'aprile, per poi diffondersi anche su altri siti nel corso dell'anno. Il Rickroll ottenne un’attenzione più ampia nel 2008, grazie a diversi eventi mediatici, in particolare quando YouTube lo usò come scherzo per il suo pesce d'aprile.
Astley, che all'epoca era tornato da poco alla musica dopo una pausa di dieci anni, inizialmente era restio a sfruttare la rinnovata popolarità dovuta al meme per rilanciare la propria carriera, ma finì per accettare l'attenzione mediatica, partecipando con una performance a sorpresa al Macy's Thanksgiving Day Parade del 2008. Da allora, grazie al successo del meme, la carriera musicale di Astley ha conosciuto una nuova fase di popolarità.

## Storia

### Origine

Rick Astley nel videoclip di Never Gonna Give You Up

La canzone Never Gonna Give You Up fu pubblicata nel 1987 all'interno dell'album di debutto di Rick Astley, Whenever You Need Somebody. Si trattava del suo primo singolo da solista e raggiunse la vetta di numerose classifiche internazionali, tra cui la Billboard Hot 100, la Hot Adult Contemporary Tracks e la UK Singles Chart. Il videoclip ufficiale, anch'esso il primo nella carriera di Astley, mostra il cantante mentre interpreta il brano ballando. Il video è stato caricato il 25 ottobre 2009 sulla piattaforma di condivisione YouTube, con un URL particolarmente noto per terminare con l'identificativo "dQw4w9WgXcQ". Gli informatici Benoit Baudry e Martin Monperrus lo hanno definito "l'URL canonico del rickroll", in quanto corrispondente al risultato più visualizzato cercando su YouTube la stringa "Rick Astley never gonna give you up".
L'uso del brano per il fenomeno del rickrolling risale al 2006 e ha origine sulla imageboard di 4chan, dove nacque un primo meme noto come duck rolling. In quell'anno, l'amministratore del sito, Christopher "m00t" Poole, inserì per scherzo un filtro che sostituiva automaticamente la parola "egg" con "duck". In un thread, la parola "eggroll" venne così trasformata in "duckroll" e un utente anonimo pubblicò un'immagine modificata raffigurante un'anatra con delle ruote, definendola appunto duckroll. L'immagine si diffuse rapidamente su 4chan e divenne il bersaglio di link con titoli accattivanti, che in realtà rimandavano all'anatra su ruote: chi cliccava veniva quindi "duckrollato".
Nel marzo 2007 venne pubblicato sul sito della Rockstar Games il primo trailer dell'attesissimo Grand Theft Auto IV. Il traffico fu così elevato da mandare in crash il portale, spingendo vari utenti a condividere copie del video su altri siti. Su 4chan, però, un utente di nome Shawn Cotter pubblicò un link al video di Never Gonna Give You Up fingendo che fosse il trailer, ingannando così numerosi visitatori. Intervistato da Vice Media nel 2022, Cotter ha spiegato di aver scelto quel brano dopo aver trovato online un elenco delle canzoni popolari nell'anno della sua nascita: il 1987, con il singolo di Astley in cima alla classifica. Questa trovata sostituì rapidamente il duck rolling come scherzo a "link ingannevole", con la maggior parte dei collegamenti fuorvianti che puntavano al video di Astley, dando così vita alla pratica del rickrolling. Il fenomeno esplose ulteriormente su 4chan durante il pesce d'aprile del 2007, per poi diffondersi su altri siti come Fark e Digg, adottando ufficialmente il nome "rickrolling" in riferimento al precedente duck rolling.

#### Riferimenti simultanei

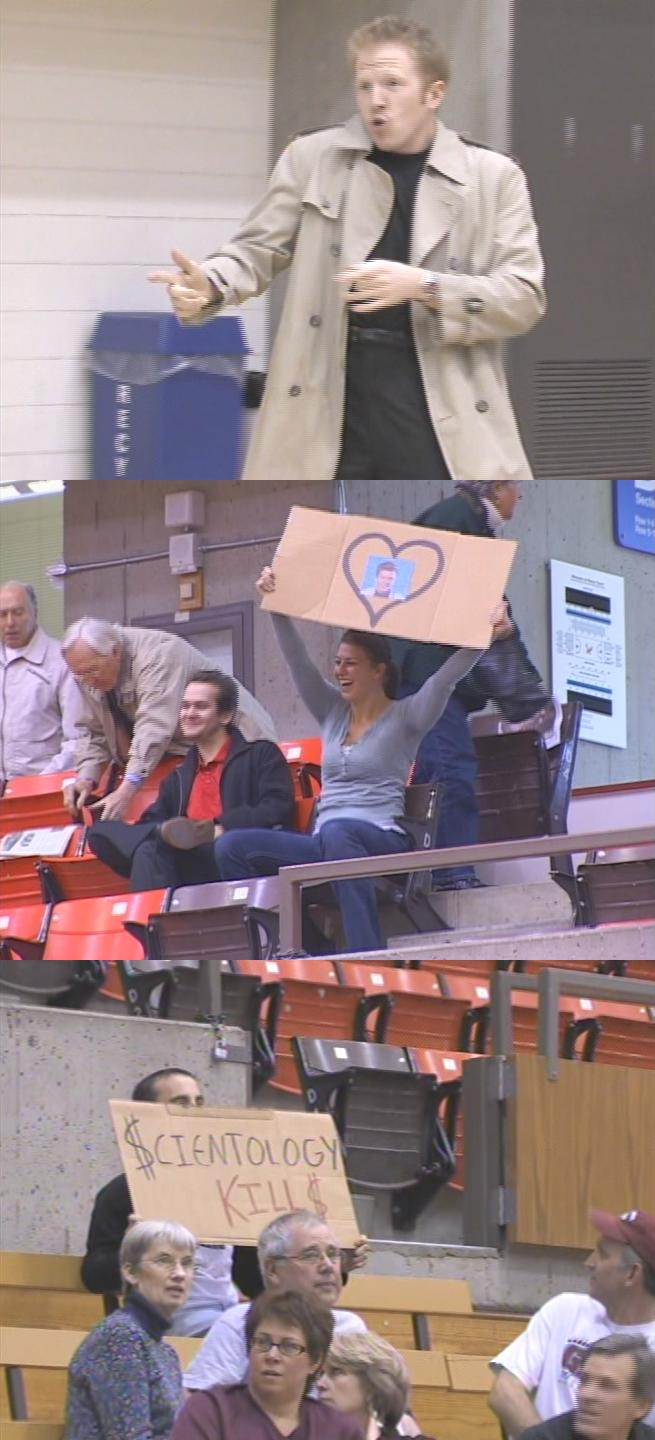
Un imitatore di Rick Astley e alcuni studenti durante uno dei rickroll organizzati in occasione delle partite di basket universitario nel marzo 2008

Un precursore del fenomeno del rickrolling si verificò nel 2006, quando Erik Helwig, un abitante di una zona rurale del Michigan, telefonò a una trasmissione radiofonica sportiva locale e, anziché parlare con i conduttori, fece partire Never Gonna Give You Up, lasciandoli senza parole. Sebbene questo episodio sia avvenuto prima dell’utilizzo del brano da parte di 4chan, il caporedattore di Know Your Meme, Don Caldwell, ha dichiarato che non esistono prove dirette che colleghino l’accaduto all’origine del rickrolling su quel forum.
Anche nel 2007, l'episodio Sfida all'ultimo ballo della serie C'è sempre il sole a Philadelphia includeva la canzone. I creatori della serie, ignari della crescente popolarità comica del brano, affermarono erroneamente in un podcast del 2021 di aver dato origine alla tendenza. Tuttavia, si potrebbe sostenere che l’uso della canzone in un episodio di una serie così popolare abbia contribuito alla diffusione del fenomeno.

### Crescita nel 2008
Nel 2008, il fenomeno del rickrolling iniziò a diffondersi anche nei media mainstream; secondo un sondaggio di SurveyUSA condotto nell'aprile di quell'anno, almeno 18 milioni di adulti statunitensi avevano subito un rickroll.

Uno dei primi eventi pubblici legati al fenomeno coinvolse la Chiesa di Scientology, che stava cercando in modo aggressivo di censurare video critici nei suoi confronti. Il collettivo online Anonymous, nell'ambito del Progetto Chanology volto a contrastare questa censura, organizzò proteste davanti alle varie sedi della Chiesa nel mondo, intonando tra le altre cose proprio la canzone di Rick Astley. Nel marzo 2008, in occasione di alcune partite di basket universitario, alcune persone si travestirono da Rick Astley e mimarono il brano come scherzo poco prima dell'inizio delle gare. Il primo aprile 2008, come pesce d'aprile, YouTube rese cliccabili alcuni video in homepage che rimandavano in realtà al videoclip di Never Gonna Give You Up. Nello stesso mese, la squadra di baseball dei New York Mets chiese ai fan online di scegliere la canzone da usare durante l'ottavo inning per caricare il pubblico. Never Gonna Give You Up ricevette un numero enorme di voti, grazie soprattutto all'influenza di siti come 4chan. Infine, agli MTV Europe Music Awards del 2008, una campagna online fece sì che Rick Astley venisse eletto Miglior artista di sempre, nonostante non fosse nemmeno presente nella lista iniziale dei candidati, rickrollando di fatto la cerimonia.

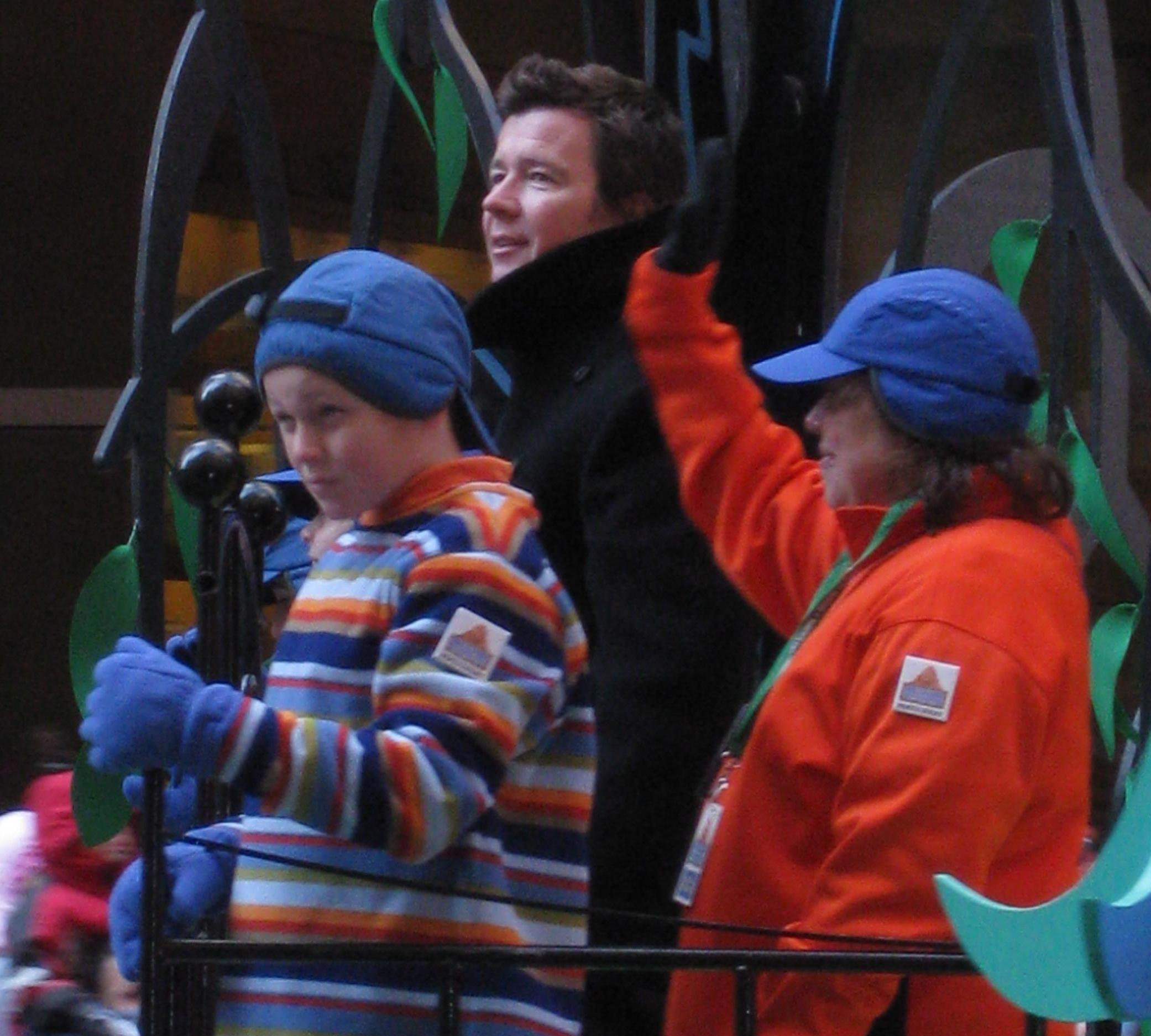
Rick Astley esegue la canzone durante il Macy's Thanksgiving Day Parade nel 2008

Entro novembre 2008, il video di Never Gonna Give You Up su YouTube aveva superato i 20 milioni di visualizzazioni ed era considerato un fenomeno virale; tuttavia, Astley inizialmente sembrò indifferente alla ritrovata fama. In un'intervista del marzo 2008, alla domanda sul fenomeno del rickrolling, Astley lo definì "strano", poiché negli ultimi anni si era esibito poco, ma disse di trovare divertente l'interesse suscitato. Tuttavia, durante la parata del Macy's Thanksgiving Day Parade nel 2008, Astley fece un'apparizione a sorpresa su un carro allegorico dedicato alla serie animata Gli amici immaginari di casa Foster di Cartoon Network, esibendosi in playback davanti al pubblico e agli spettatori televisivi: quella performance divenne il rickroll più grande mai realizzato fino ad allora. Secondo Astley, fu Cartoon Network a invitarlo a partecipare alla parata, offrendogli anche un generoso compenso; sebbene inizialmente fosse titubante all'idea di sfruttare la popolarità del meme per promuoversi, alla fine decise di accettare.

### Uso successivo

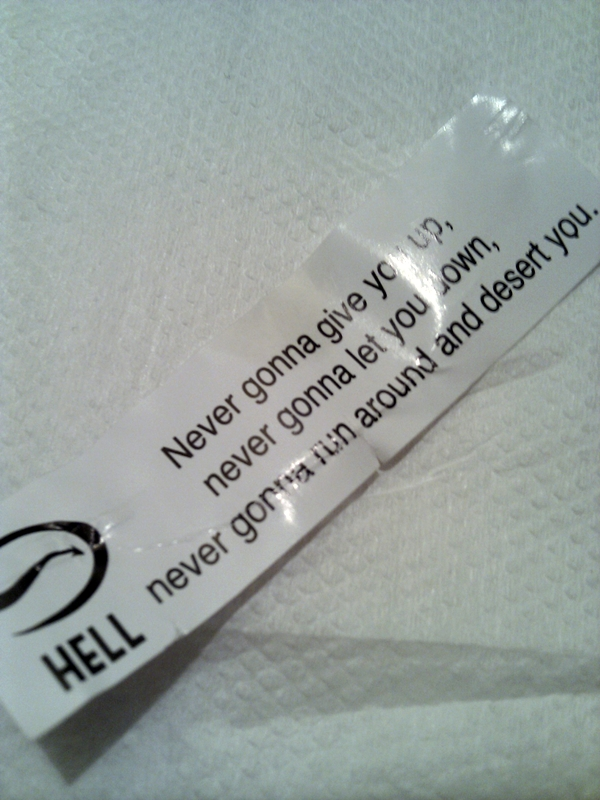
Pezzo di carta di un biscotto della fortuna con un rickroll

Il termine si è poi esteso anche all'uso nascosto, in vari contesti, del testo della canzone. Anche le cover di Never Gonna Give You Up sono state impiegate come parte del rickrolling: nell'aprile 2018, ad esempio, i creatori della serie televisiva Westworld - Dove tutto è concesso pubblicarono un video che sembrava essere una guida con tutti gli spoiler della seconda stagione in anticipo, ma che in realtà mostrava l'attrice protagonista Evan Rachel Wood mentre cantava la canzone, accompagnata al pianoforte dall’altra interprete principale Angela Sarafyan.
Nel 2011, alcuni membri del parlamento dell'Oregon inserirono frammenti del testo della canzone nei discorsi pronunciati in aula. Successivamente, i loro assistenti montarono questi spezzoni in un video che ricomponeva l’intero brano, pubblicato poi su YouTube.
Il video musicale più popolare su YouTube utilizzato per il rickrolling era "RickRoll'D", caricato nel 2007. Nel febbraio 2010 venne rimosso per violazione di copyright, ma il provvedimento fu revocato il giorno successivo. Fu nuovamente rimosso il 18 luglio 2014 e poi ripristinato. Ancora una volta venne tolto per violazione di copyright nel luglio 2021, quando aveva superato gli 89 milioni di visualizzazioni, ma a maggio 2022 risultava di nuovo visibile. Il canale ufficiale di Rick Astley aveva caricato un'altra versione il 24 ottobre 2009, che nel luglio 2021 ha superato il miliardo di visualizzazioni.
Lo status di meme della canzone ne ha favorito l'uso nella cultura popolare. Nel 2015, nel livello "Neon Mixtape Tour - Day 32" di Plants vs. Zombies 2: It's About Time, il personaggio del Dr. Zomboss fa un'allusione al brano prima di attaccare il giocatore. La canzone è presente anche nel film Angry Birds - Il film del 2016, in una scena in cui Grande Aquila tenta di volare. Quattro episodi della ventesima stagione di South Park contengono riferimenti al brano. Nella scena dopo i titoli di coda del film d'animazione Ralph spacca Internet (2018) dei Walt Disney Animation Studios, un presunto "sneak peek" di Frozen II - Il segreto di Arendelle viene interrotto da Ralph che canta Never Gonna Give You Up e riproduce i passi di danza di Astley del videoclip originale. Il brano appare anche nel film Bumblebee e figura nel finale del suo primo teaser trailer.
Il 5 gennaio 2018, Paul Fenwick annunciò di aver creato diverse linee telefoniche dedicate a Rick Astley che, una volta chiamate, riproducevano Never Gonna Give You Up insieme ad alcune reinterpretazioni del brano da parte di altri artisti. Fenwick le pubblicizzò dicendo: «Siete incoraggiati a usarle per scartoffie, programmi fedeltà e gioia generale». Il 25 agosto 2019, i Boston Red Sox e i San Diego Padres disputarono una partita di Major League Baseball al Petco Park di San Diego, la prima dei Red Sox in quello stadio dopo sei anni. Durante una pausa a metà inning, il tabellone iniziò a riprodurre Sweet Caroline - canzone tradizionalmente eseguita nelle partite casalinghe dei Red Sox al Fenway Park - ma, poco prima del ritornello, l'immagine passò improvvisamente a Never Gonna Give You Up, suscitando ilarità nel pubblico.
Il 13 ottobre 2019, durante la partita NFL della domenica sera tra i Pittsburgh Steelers e i Los Angeles Chargers al Dignity Health Sports Park, gli annunciatori dell'impianto audio riprodussero l'inizio di Renegade degli Styx - brano tradizionalmente utilizzato allo stadio Heinz Field, casa degli Steelers - per poi passare improvvisamente a Never Gonna Give You Up.

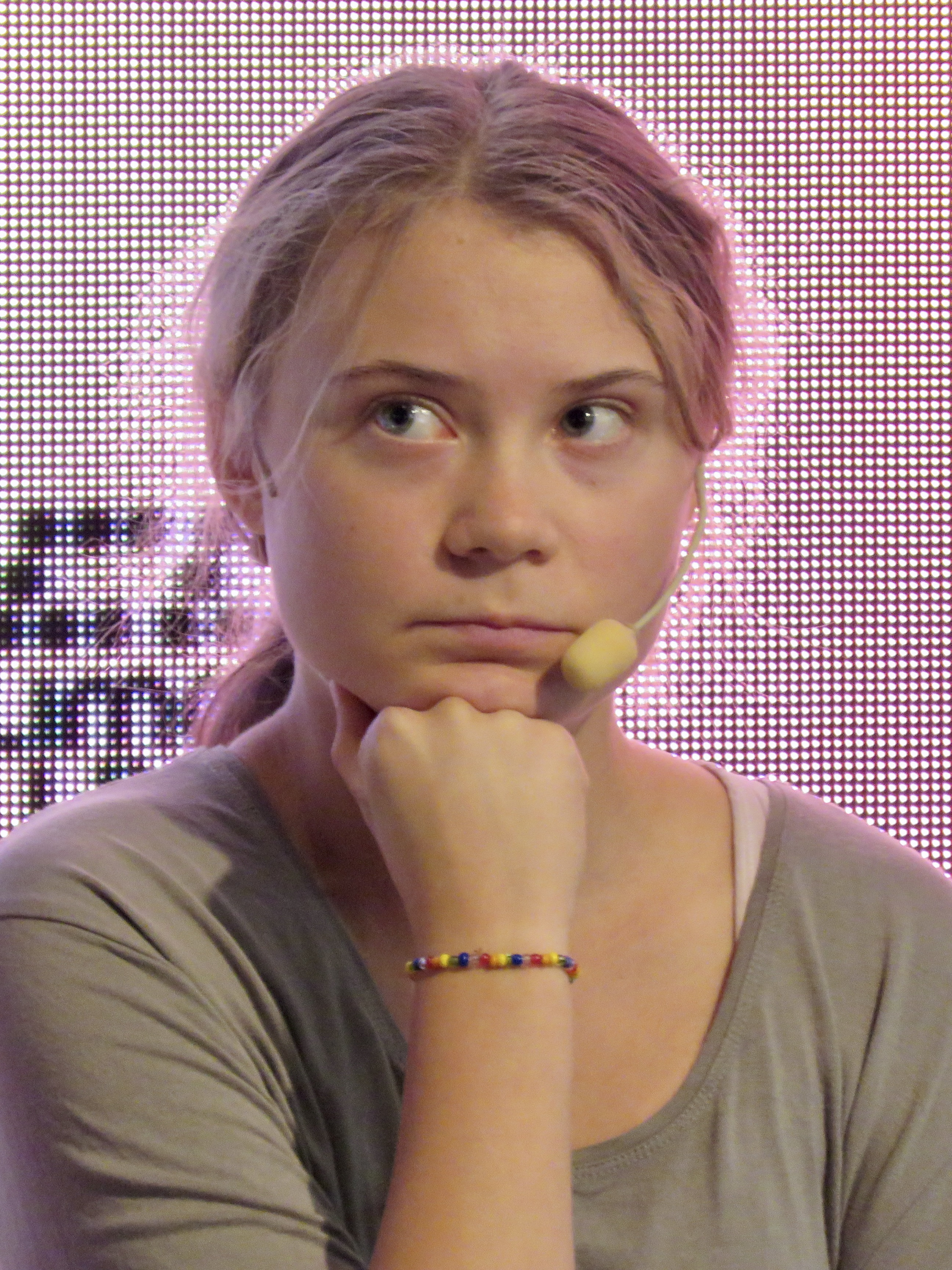
L'attivista svedese Greta Thunberg fece due rickroll nel 2021, uno di questi durante il Climate Live a Stoccolma

Il fenomeno del rickrolling conobbe una forte ripresa online nei primi anni del 2020. Durante le lezioni a distanza su Zoom, nel periodo di lockdown dovuto alla pandemia di COVID-19, gli studenti rickrollavano frequentemente compagni e insegnanti. All'inizio del 2021 divenne virale un'edizione rimasterizzata in 4K del videoclip di Never Gonna Give You Up. Il 1º luglio 2021, Nintendo e The Pokémon Company celebrarono il "Bidoof Day" annunciando un presunto evento importante per la serie Pokémon, rivelatosi poi un rickroll tramite una parodia della canzone. Nello stesso mese, il videoclip ufficiale di Never Gonna Give You Up raggiunse il miliardo di visualizzazioni, diventando il quarto brano degli anni '80 a superare tale traguardo.
Nel decimo episodio della seconda stagione della serie Ted Lasso, Zero matrimoni e un funerale, il protagonista si prepara a pronunciare un elogio funebre ma, invece, coinvolge i presenti nel cantare Never Gonna Give You Up, rickrollando sia i personaggi che il pubblico. Il 1º aprile 2021 Greta Thunberg rickrollò i propri follower pubblicando un link a quello che descriveva come "un video sul clima", che in realtà rimandava al videoclip di Astley. Il 16 ottobre dello stesso anno, durante un discorso per il Climate Live a Stoccolma, la Thunberg iniziò con le parole della canzone: «We're no strangers to love...», per poi cantare e ballare il brano, ricevendo un lungo applauso; Astley le inviò un messaggio di ringraziamento su Twitter.
Nel 2022 Astley ricreò il videoclip originale in uno spot pubblicitario per l'American Automobile Association, includendo nel video un codice QR che rickrollava gli spettatori.
Nel febbraio 2025, durante la seconda presidenza di Donald Trump, in occasione della pubblicazione dei fascicoli relativi a Jeffrey Epstein, la Commissione Giustizia della Camera dei rappresentanti inserì su un post social un link di rickroll al posto di quello con i documenti reali.

### Studi

Il videoclip di Never Gonna Give You Up riprodotto in un ristorante

Nel 2022, i docenti Benoit Baudry e Martin Monperrus dell'Istituto reale di tecnologia hanno cercato casi di rickrolling nella letteratura accademica, utilizzando su Google Scholar la stringa di caratteri "dQw4w9WgXcQ", presente nell'"URL canonico" del rickroll. Hanno così documentato 23 casi in cui un autore sembrava aver tentato deliberatamente di rickrollare i lettori dell'opera accademica, ad esempio inserendo il link in note a piè di pagina.
Nel 2024, un gruppo di ricercatori della Old Dominion University ha analizzato milioni di cosiddetti sink di collegamenti web casuali, scoprendo un’alta correlazione con il rickrolling. Per contesto, un sink è la destinazione finale in una catena di reindirizzamenti di URL. I ricercatori hanno rilevato che la pagina YouTube del rickrolling era uno dei sink più comuni di Internet. In termini figurati, hanno descritto la situazione come un "tutte le strade portano a Roma". La correlazione con il rickrolling non era l’obiettivo iniziale dello studio, ma è emersa inaspettatamente dai dati. Il fenomeno si spiega con il fatto che lo scherzo del rickrolling si basa proprio sul reindirizzamento degli URL per condurre gli utenti in un luogo che non si aspettavano.

## Reazioni

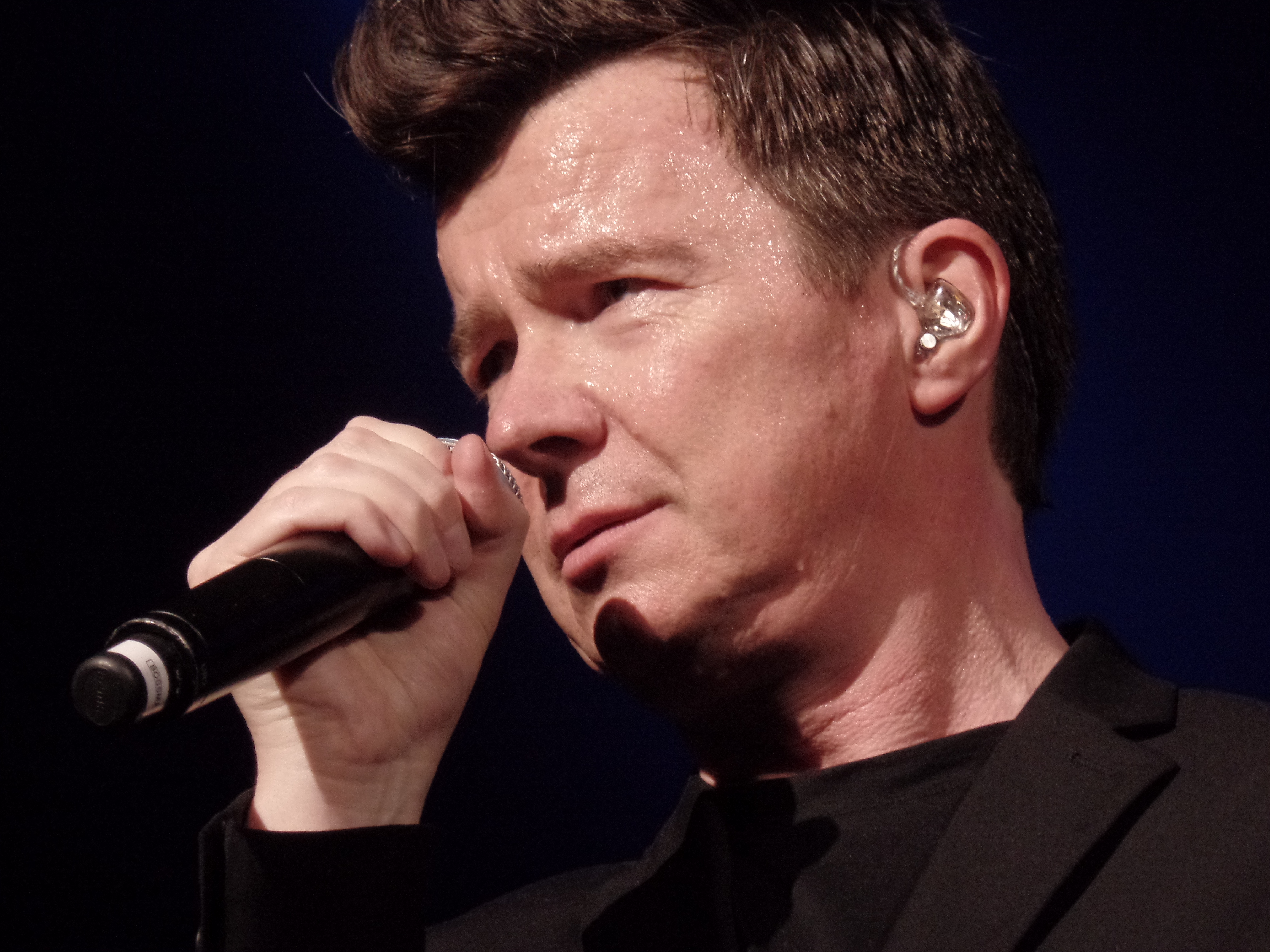
Astley si esibisce nel 2017

In un'intervista del marzo 2008, Astley dichiarò di trovare "esilarante" il rickrolling rivolto a Scientology; aggiunse inoltre che non avrebbe cercato di sfruttare il fenomeno registrando o realizzando un remix della canzone, ma che sarebbe stato felice di lasciare ad altri artisti il compito di remixarla. In generale, Astley affermò di non essere infastidito dal fenomeno, definendolo "bizzarro e divertente", e precisando che la sua unica preoccupazione era che la figlia non se ne sentisse a disagio o imbarazzata. In quel periodo, un portavoce della casa discografica di Astley pubblicò un commento che lasciava intendere un calo dell'interesse del cantante per il fenomeno, dichiarando: «Mi dispiace, ma ha smesso di parlare di rickrolling».
Nel novembre 2008 Rick Astley fu candidato come miglior artista agli MTV Europe Music Awards, dopo che il modulo online per le candidature era stato inondato di voti. La campagna per far vincere Astley, così come gli sforzi per convincere MTV a invitarlo personalmente alla cerimonia, proseguirono anche dopo l'annuncio delle candidature. Il 10 ottobre, il sito ufficiale di Astley confermò che era stato ricevuto l'invito. Tuttavia, il 6 novembre 2008, poche ore prima della messa in onda della cerimonia, fu riportato che MTV Europe non volesse consegnargli il premio durante l'evento, preferendo rimandarne l'assegnazione a una data successiva. Molti fan che avevano votato per lui ritennero che la cerimonia non lo avesse riconosciuto come un artista legittimo. In un'intervista, Astley definì il premio «una sciocchezza», ma aggiunse che «MTV era stata completamente rickrollata», ringraziando comunque tutti coloro che avevano votato per lui. Nel 2009, Astley scrisse un articolo sul fondatore di 4chan, Christopher Poole, per il numero annuale Time 100 della rivista Time, ringraziandolo per il fenomeno del rickrolling.